# هایدی ویلیامز
هایدی ویلیامز (متولد ۱۹۸۱) استاد اقتصاد در دانشگاه استنفورد و عضو دفتر ملی تحقیقات اقتصادی است. او فارغ‌التحصیل کالج دارتموث و فارغ‌التحصیل دکتری از دانشگاه هاروارد است. ویلیامز قبل از استنفورد، دانشیار انستیتوی فناوری ماساچوست بود.